# 60 Granaderos
«60 Granaderos» es una canción de los músicos Hilario Cuadros y Félix Pérez Cardozo.
La canción cuenta sobre un arriero que reza ante el Cristo Redentor de los Andes por sesenta granaderos a caballo que, durante el segundo cruce de los Andes, velaron por la deteriorada salud del general en jefe José de San Martín, en la liberación de Chile.
Los Chalchaleros interpretó una versión de esta canción y la incluyó en dos de sus álbumes: En Europa 2 y Los Chalchaleros con Alain Debray.